# Squelette d'un site web
Pour les articles homonymes, voir Squelette (homonymie).
En informatique, le squelette d'un site Web désigne l'ossature d'un site web, c’est-à-dire le modèle de mise en forme d'une page destinée à être chargée dans un navigateur web.

## Le squelette d'un site web
Lors de la conception d'un site web, il peut être utile de concevoir une page unique, un modèle qui sera utilisé par toutes les autres pages du site.
La conception de ce modèle unique :
- Facilite les mises à jour ultérieures du site,
- Facilite la navigation des visiteurs,
- Assure une cohérence structurelle sur toutes les pages du site.

Cette page unique, est parfois appelée squelette du site Web, ou kit graphique, ou template.